# Mala Gostilja
Mala Gostilja (en serbe cyrillique : Мала Гостиља) est un village de Bosnie-Herzégovine. Il est situé dans la municipalité de Višegrad et dans la république serbe de Bosnie. Selon les premiers résultats du recensement bosnien de 2013, il ne compte plus aucun habitant.

## Démographie

### Répartition de la population (1991)
En 1991, le village comptait 101 habitants, répartis de la manière suivante :